# Đorđe Živanović
Đorđe Živanović, serb. Ђорђе Живановић (ur. 10 grudnia 1908 w Belgradzie, zm. 23 marca 1995 tamże) – serbski polonista, profesor Uniwersytetu w Belgradzie, badacz, popularyzator i tłumacz dawnej oraz współczesnej literatury polskiej.

## Życiorys
Absolwent studiów filologicznych w Belgradzie. Uzupełniał je w Warszawie na UW (1932/1933). Doktorat w 1939 – Srbi i Poljska književnost (1800–1871) (Belgrad 1941). Dysertację doktorską obronił w 1939, a sam stopień doktorski otrzymał w 1941. W czasie II wojny światowej działał w Lidze Polsko-Jugosłowiańskiej udzielającej pomocy polskim żołnierzom. Od 1954 profesor nadzwyczajny, a od 1959 zwyczajny Uniwersytetu w Belgradzie, kierownik katedry języka i literatury polskiej. Przełożył na serbski: „Pana Tadeusza”, powieści Henryka Sienkiewicza, „Chłopów” W. Reymonta, „Ludzi bezdomnych” S. Żeromskiego i wiele innych.
W 1990 Uniwersytet Wrocławski przyznał mu doktorat honoris causa. Odznaczony Złotym Krzyżem Zasługi oraz Krzyżem Oficerskim Orderu Odrodzenia Polski.

## Publikacje
- (redakcja i przekład) Konstantina Mihajlovića iz Ostrovice „Janićarove uspomene” ili „turska hronika”, wyd. D. Źivanović, Srpska akademija nauka, Spoemenik CVII, Odeljenje druśtvenih nauka, nova serija 9, Beograd 1959.

## Wybrane publikacje w języku polskim
- Adam Mickiewicz w literaturze serbo-chorwackiej, Warszawa: Polska Akademia Nauk 1956.
- Konopnicka w literaturze serbo-chorwackiej, Warszawa 1960.
- Sienkiewicz w literaturach serbskiej i chorwackiej, Warszawa 1966.
- Krótkie rozważania z dziejów polsko – jugosłowiańskich stosunków literackich, „Literatura na świecie” 10 (1980), nr 9 (113), s. 338–349.